# Apteronotus jurubidae
Apteronotus jurubidae är en fiskart som först beskrevs av Fowler, 1944.  Apteronotus jurubidae ingår i släktet Apteronotus och familjen Apteronotidae. Inga underarter finns listade i Catalogue of Life.